# Черниця (Григоріопольський район)
Черниця (рос. Черница; рум. Cernița) — село в Григоріопольському районі в Молдові (Придністров'ї). Населення становить 150 осіб. Входить до складу Малаєштської сільської ради. 
Станом на 2004 рік у селі проживало 52,9% українців. 